# Uei (tepuy)
Uei también escrito Uei-tepui y otra veces escrito como Wei -tepui, Cerro El Sol, Serra do Sol o Serra do Sol, es un tepui en la frontera entre los países sudamericanos de Brasil y Venezuela. Puede ser considerado el miembro más sureño de la cadena de Tepuyes del Este (Tepuyes Orientales).
Uei-tepui tiene una altura de alrededor de 2150 metros (7050 pies), una zona de cumbre de 2.5 kilómetros cuadrados (0,97 millas cuadradas), y una zona de pendiente estimada de 20 kilómetros cuadrados (7,7 millas cuadradas). No debe ser confundido con otro tepui de nombre similar Uei-tepui totalmente dentro de territorio venezolano.